# Horizont van Lava

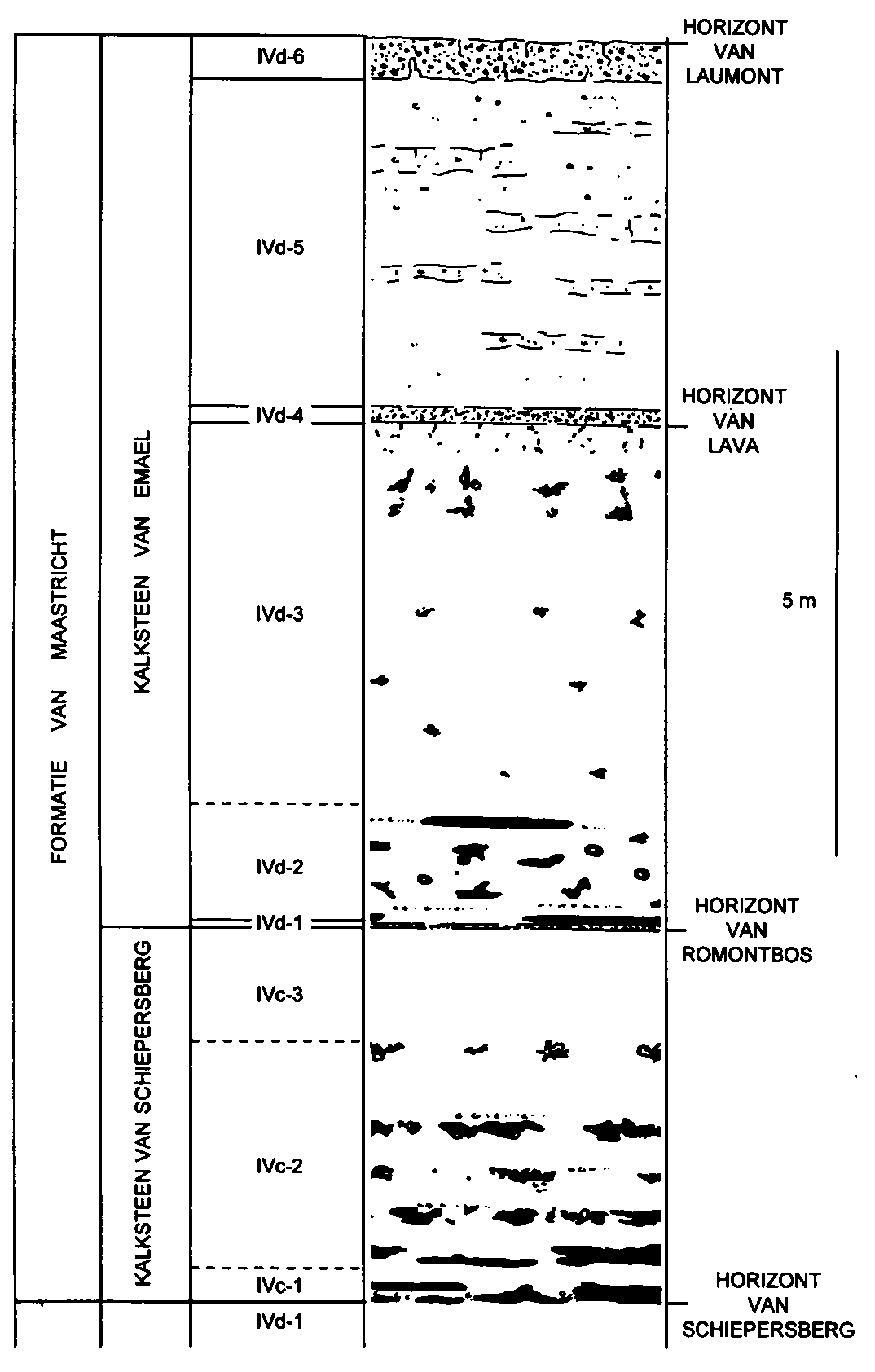
Lithologisch profiel van de Kalksteen van Schiepersberg en de Kalksteen van Emael in de ENCI, waaronder de Horizont van Lava

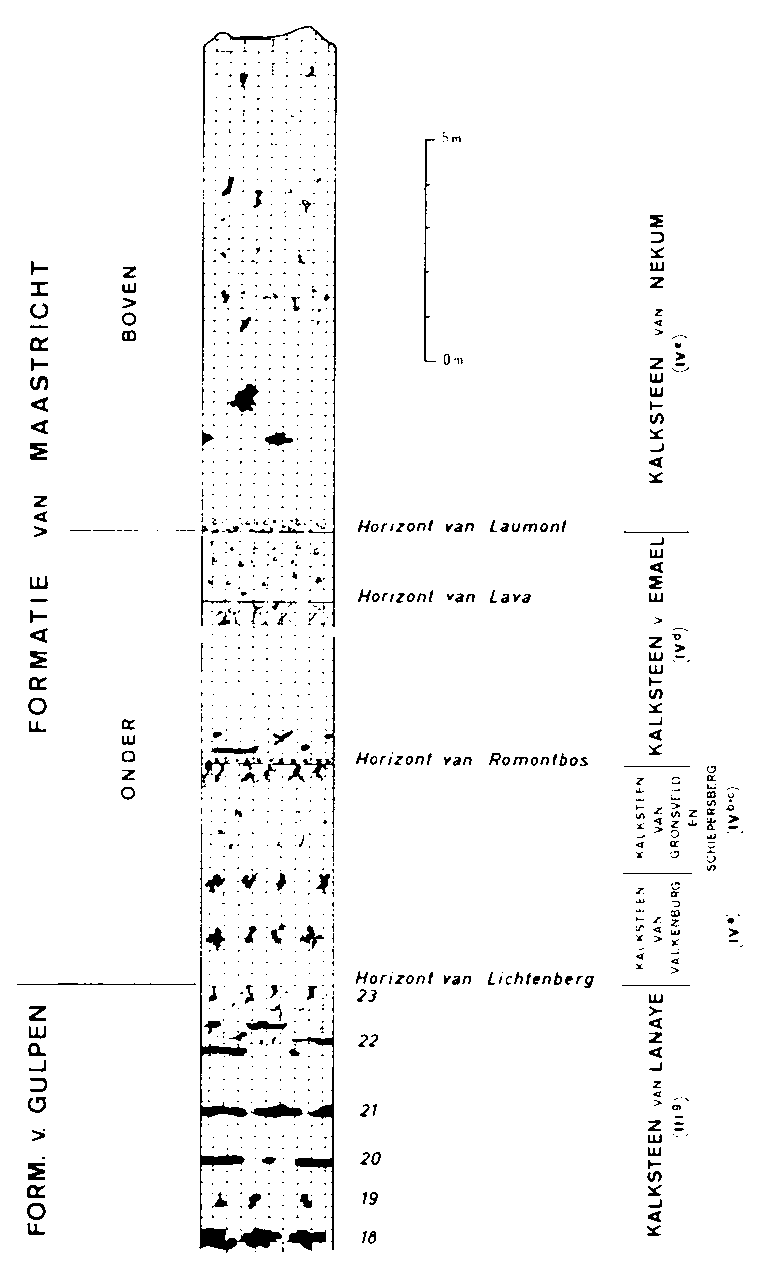
Lithologisch profiel van de typelocatie van de Kalksteen van Emael (met de Horizont van Lava): Groeve Marnebel (61H-7) te Eben-Emael, België

De Horizont van Lava is een dunne laag in de ondergrond van het zuidwesten van het Nederlandse Zuid-Limburg en aangrenzend België. De horizont is onderdeel van de Formatie van Maastricht en stamt uit het laatste deel van het Krijt (het Maastrichtien, ongeveer 68 miljoen jaar geleden).
De horizont is vernoemd naar het gehucht Lava bij Eben-Emael.

## Stratigrafie
Normaal gesproken ligt de Horizont van Lava ongeveer halverwege de Kalksteen van Emael in de Formatie van Maastricht.

## Gebied
De Horizont van Lava komt alleen voor in het gebied waar zich Kalksteen van Emael in de bodem bevindt. De horizont is onder andere te zien in de Trichterberggroeve, ENCI-groeve, Groeve de Tombe, Groeve Marnebel.

## Kalksteen
In de typelocatie van de Kalksteen van Emael, de Groeve Marnebel, heeft de kalksteenlaag in totaal een dikte van ongeveer zeven meter. De horizont bevindt zich in de typelocatie op een hoogte van drieënhalve meter boven de basis van de kalksteen. Boven de horizont bevindt zich zachte kalksteen met daarin harde knollen en veel fossielen, terwijl onder de horizont de knollen en fossielen ontbreken in het zachte kalksteen. In de onderste helft komen wel pijp- en plaatvormige vuurstenen voor die op de typelocatie vooral in de onderste meter aanwezig zijn.